# Demonologia

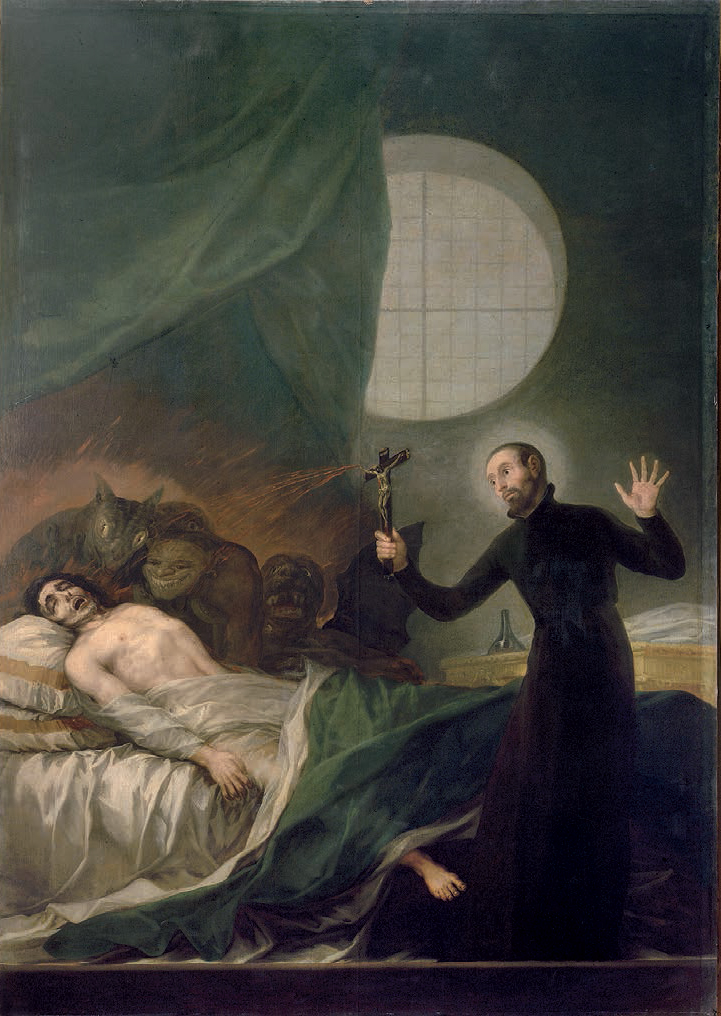
San Francesco Borgia assiste un moribondo penitente insidiato dai diavoli (opera di Francisco de Goya, 1788)

La demonologia è lo studio delle credenze riguardanti spiriti e dèmoni, o, più specificamente, riguardanti Satana e i diavoli.
Queste credenze possono essere diffuse all'interno di tradizioni religiose e/o popolari e consistono nella convinzione che esistano esseri sovrannaturali, malvagi e potenti in grado di influire sulle vicende umane.
Si affianca all'angelologia, che assume significato analogo nel campo di studi opposto, cioè quello sugli angeli. I demoni rappresentano, in molte culture, entità del pantheon infernale, suddivise in gerarchie "militari" definite «legioni». Ogni demonio è dotato di caratteristiche peculiari, cioè di diverse funzioni o capacità. Soprattutto all'interno di credenze nelle quali si ritiene possibile la loro azione nel mondo umano e l'interazione con l'essere umano, essi possiedono un proprio aspetto e un simbolo oppure un sigillo (una sorta di firma autenticante), utile soprattutto all'operatore dell'occulto che si serve dei loro poteri per scopi personali (per esempio magia nera o Goezia).
Come l'angelologia si occupa delle gerarchie angeliche la demonologia si occupa di quelle diaboliche, come pure del carattere e della specializzazione di ogni entità, che spesso sono rese evidenti dal nome stesso, per esempio: Abaddon → «perdizione», Asmodeo → «spirito del giudizio», Baalzebub → «signore delle mosche», Satan → «avversario», Samael → «veleno di Dio», Behemoth → «grande bestia».

## Demonologia nella tradizione cristiana

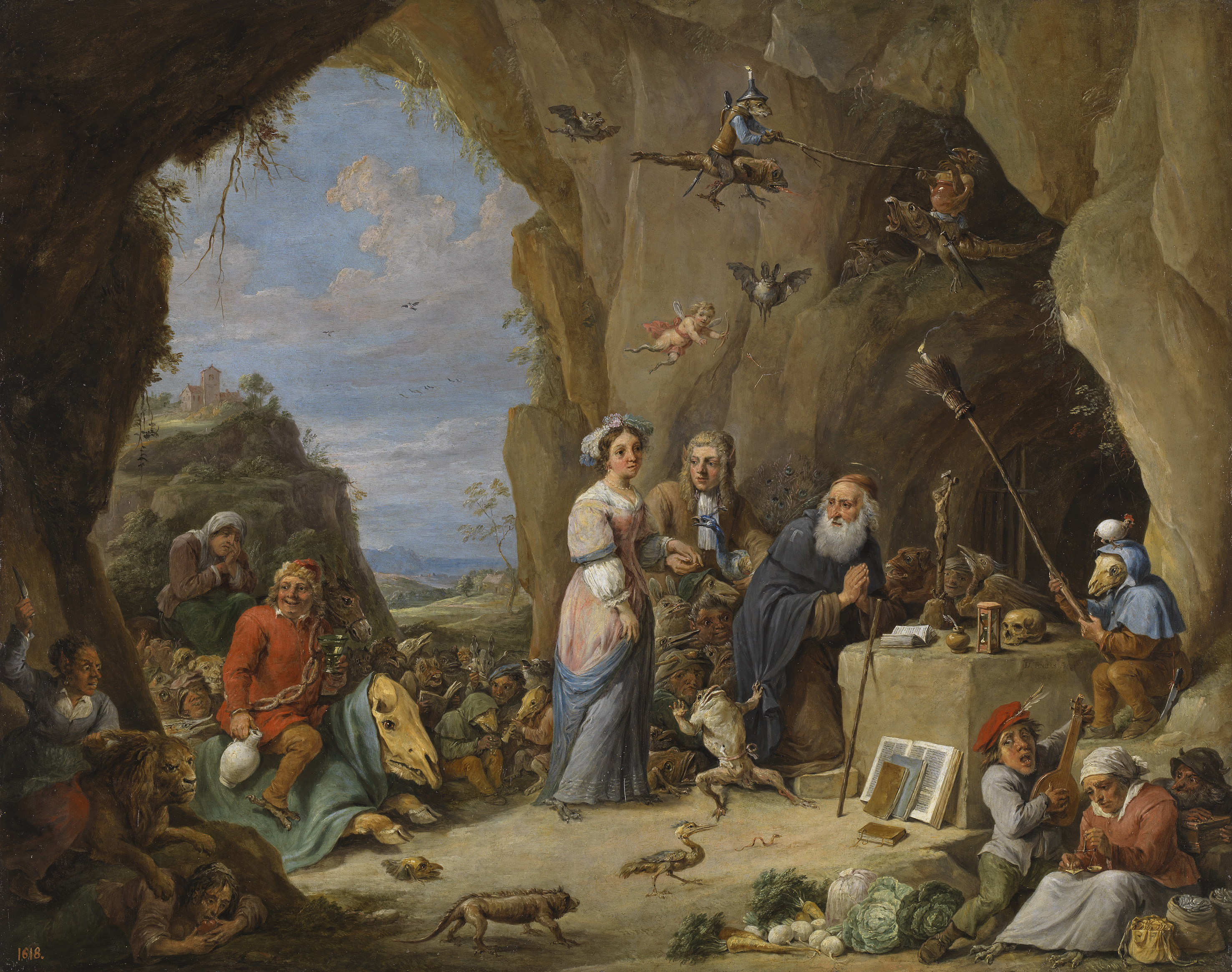
Tentazioni di Sant'Antonio, opera di David Teniers il Giovane, 1633-1667

Particolarmente sviluppata nella tradizione cristiana, la demonologia riguarda le creature, definite angeli, che avrebbero peccato contro la divinità cristiana.
C.E.I. 2 Pietro 2:4 - Dio infatti non risparmiò gli angeli che avevano peccato, ma li precipitò negli abissi tenebrosi dell'inferno, serbandoli per il giudizio;
Questi angeli caduti in disgrazia sarebbero guidati da Lucifero. Ecco il passo del commentario, riferito a Pietro 5:8, che tratta di queste creature:
Tommaso d'Aquino espresse la sua opinione circa l'esistenza di queste creature e la loro influenza sulla psiche umana. Secondo san Tommaso il demonio esisterebbe e potrebbe influire sull'intelletto umano plasmando forme immaginative.

## Sviluppi della demonologia nel cristianesimo
Nel medioevo alcuni elementi pre-cristiani si diffusero nella cultura popolare. In particolare conobbe grossa diffusione il mito delle streghe (termine derivanti da stryx o strix, creature dell'ambito pagano greco-romano, dipinte come demoni notturni dalle sembianze di barbagianni use ad abbeverarsi di sangue di neonati e di puerpere).
Le fonti della demonologia medievale si svilupparono nelle quaestio disputate e nei quodlibeta, nei Commenti alle Sacre Scritture e nel secondo dei Libri Quattuor Sententiarum di Pietro Lombardo, che ereditò la tradizione biblica, di sant'Agostino e Gregorio Magno, oltre a elementi di origine platonica e neoplatonica (come la corporeità dei demoni e la loro natura razionale e passionale).
Secondo gli esorcisti il corpo umano sarebbe un luogo in cui possono penetrare i demoni, in qualità di creature puramente spirituali e non legate allo spazio.

### Origini della demonologia nell'ebraismo
La demonologia vera e propria era pressoché assente nel mondo ebraico-cristiano dei primi tempi. Essa veniva perlopiù menzionata in opere letterarie come i grimori e nell'Ars Goetia, che costituisce non solo lo studio, ma anche i metodi d'invocazione dei demoni e l'utilizzo della magia. Due dei grimori più celebri riguardanti i demoni sono sicuramente la Chiave di Salomone e la Piccola Chiave di Salomone, che si dice siano stati scritti da Salomone in persona. Ancora oggi però l'autenticità di questi scritti con la figura del re d'Israele è in dubbio.
Tuttavia i rabbini scoraggiavano i fedeli dall'uso di queste pratiche occulte e pericolose e li incitavano a non cadere in tentazione e a comportarsi bene, in modo tale da rimanere nella grazia di Dio. Lo stesso Salomone nel Testamento di Salomone, ormai in punto di morte, ricorda con dolore la propria idolatria, che attribuisce a influenze demoniache, dilungandosi in una trattazione demonologica.